# Louis-Antoine Ormières
Pour les articles homonymes, voir Ormière.
Louis-Antoine Ormières (Quillan, 14 juillet 1809 - Gijón, 16 janvier 1890) est un prêtre catholique et éducateur français, connu pour être le fondateur de la congrégation des Sœurs de l'Ange Gardien. Il est vénéré comme bienheureux par l'Église catholique.

## Biographie

### Jeunesse
Louis-Antoine Ormières naît à Quillan, dans l'Aude, au sein d'une famille modeste et pieuse. La France est alors marquée par une forte déchristianisation après les persécutions religieuses menées pendant la Révolution française, une vingtaine d'années plus tôt. Ses parents l'élèvent dans les préceptes de la foi catholique et lui enseignent la charité chrétienne. Malgré la modeste situation de la famille, on accueille les pauvres lors des repas, et sa mère l'emmène avec elle visiter les malades.

### Les débuts du ministère
Désirant devenir prêtre, il part étudier au séminaire de Carcassonne et y reçoit l'ordination sacerdotale le 21 décembre 1833. Ses supérieurs ayant distingué son esprit de pédagogue, il est directement nommé professeur au séminaire.
Louis-Antoine Ormières n'est pas un grand théologien, mais un prêtre de terrain qui aime aller au contact des fidèles. Préoccupé par l'éducation des enfants et par la formation religieuse de la population, notamment dans les zones rurales, il est aussi particulièrement attentif aux défavorisés et aux plus pauvres. Il crée alors des patronages, organise des missions populaires et fait venir des congrégations religieuses.

### Le fondateur
Afin de mieux répondre aux objectifs qu'il s'est atteint, il donne naissance à sa propre congrégation. C'est en 1839 qu'il donne naissance aux Sœurs de l'Ange gardien, en collaboration avec Mère Saint Pascal, dans le monde Julienne Lavrilioux. La vocation de l'institut est de « former de vrais disciples du Christ ». Après la reconnaissance du nouvel institut par Napoléon III en 1852, il se propage dans le sud de la France, en Équateur et en Espagne, notamment dans la province d'Oviedo, où Louis-Antoine Ormières s'installe.
Disponible pour tous, il risqua plusieurs fois sa vie au service des plus nécessiteux. Il n'hésita pas à aller apporter son aide, matérielle et spirituelle, aux plus proche des malades au cours des épidémies de 1838 et 1845. Il menait une vie austère et centrée sur la prière, et percevait sa vie comme un total acte d'obéissance à la volonté divine.
Aujourd’hui, la congrégation compte 480 religieuses, réparties dans une quinzaine de pays.

## Béatification et canonisation
La cause pour sa béatification et canonisation s'ouvre en 1954 dans le diocèse d'Oviedo. La phase diocésaine étant terminée, la cause est étudiée à Rome par la congrégation pour les causes des saints, avant que le pape Jean-Paul II procède à la reconnaissance de l'héroïcité de ses vertus le 8 mars 1997, le déclarant vénérable.
Le 8 juillet 2016, le pape François reconnaît l'authenticité d'un miracle dû à son intercession, et signe le décret de béatification. La cérémonie est célébrée le 22 avril 2017 par le cardinal Angelo Amato à Oviedo. Au cours de la béatification, le cardinal Amato a défini le Père Ormières comme "l'ange gardien de la jeunesse".

## Sources
1. ↑  hstephan, « Bienheureux Louis Antoine Ormières », 11 avril 2018 (consulté le 17 mai 2024)
2. ↑  Élisa Vozelle Veal, « Louis-Antoine Ormières, un saint de Quillan canonisé en 2017 », sur ladepeche.fr, 18 janvier 2024 (consulté le 18 janvier 2024)
3. ↑  « Père Louis-Antoine Ormières, la béatification d’un « ange gardien » de la jeunesse », La Croix,‎ 21 avril 2017 (ISSN 0242-6056, lire en ligne, consulté le 17 mai 2024)

- « Père Louis-Antoine Ormières, prêtre français bientôt béatifié », sur radiovaticana.va, Radio Vatican, 8 juillet 2016 (consulté le 18 juillet 2016).
- Sébastien Maillard, « Le P. Louis-Antoine Ormières futur bienheureux français », sur la-croix.com, La Croix et Urbi et Orbi, 8 juillet 2016 (consulté le 18 juillet 2016).